# Anturij
Anturij (flamingov cvijet, lat. Anthurium), veliki rod jednosupnica, drveća, grmlja, penjačica i trajnica iz porodice kozčačevki. Domovina roda je Amerika, od Meksika, na jug do Argentine i Čilea.
Postoji preko 1000 (1196
) priznatih vrsta. 

## Vrste
1. Anthurium abajoense Croat & Zuluaga
2. Anthurium acanthospadix Croat & Oberle
3. Anthurium acaule (Jacq.) Schott
4. Anthurium acebeyae Croat
5. Anthurium achupallense Croat
6. Anthurium aciculare Croat
7. Anthurium aciforme Croat & Delannay
8. Anthurium acutangulum Engl.
9. Anthurium acutibacca Croat & M.M.Mora
10. Anthurium acutifolium Engl.
11. Anthurium acutissimum Engl.
12. Anthurium acutum N.E.Br.
13. Anthurium aduncum Schott
14. Anthurium affine Schott
15. Anthurium agnatum Schott
16. Anthurium alatipedunculatum Croat & R.A.Baker
17. Anthurium alatum Engl.
18. Anthurium albertiae Croat & D.C.Bay
19. Anthurium albidum Sodiro
20. Anthurium albispadix (Croat & J.Rodr.) Croat & O.Ortiz
21. Anthurium albispatha Sodiro
22. Anthurium albovirescens Sodiro
23. Anthurium alcatrazense Nadruz & Cath.
24. Anthurium alcogolloi Croat
25. Anthurium alegriasense Engl.
26. Anthurium alfaroi Croat
27. Anthurium algentryi Croat
28. Anthurium alluriquinense Croat
29. Anthurium alstonii Croat
30. Anthurium altaverapazense Croat & Hormell
31. Anthurium alticola Croat
32. Anthurium altobueyense Croat
33. Anthurium alturaense Croat
34. Anthurium alvinii Croat & O.Ortiz
35. Anthurium amargalense Croat & M.M.Mora
36. Anthurium ameliae Nadruz & Cath.
37. Anthurium amistadense Croat
38. Anthurium amnicola Dressler
39. Anthurium amoenum Kunth & C.D.Bouché
40. Anthurium anceps Sodiro
41. Anthurium anchicayense Croat
42. Anthurium ancuashii Croat & Carlsen
43. Anthurium andicola Liebm.
44. Anthurium andinum Engl.
45. Anthurium andraeanum Linden ex André
46. Anthurium andreslovinense Matuda
47. Anthurium angelopolisense Croat
48. Anthurium angosturense Engl.
49. Anthurium angustatum (Kunth) Kunth
50. Anthurium angustifolium Theófilo & Sakur.
51. Anthurium angustilaminatum Engl.
52. Anthurium angustilobum Croat
53. Anthurium angustisectum Engl.
54. Anthurium angustispadix Croat & R.A.Baker
55. Anthurium annularum O.Ortiz, Croat & Baldini
56. Anthurium anorianum Croat
57. Anthurium antioquiense Engl.
58. Anthurium antonioanum Croat
59. Anthurium antrophyoides Killip
60. Anthurium apanui Croat
61. Anthurium apaporanum R.E.Schult.
62. Anthurium apiaense Croat
63. Anthurium arandae Croat & O.Ortiz
64. Anthurium arbelaezii Croat
65. Anthurium archilae Croat
66. Anthurium arcuatum (Croat) O.Ortiz & Croat
67. Anthurium arenasense Croat & D.C.Bay
68. Anthurium argyrostachyum Sodiro
69. Anthurium aripoense N.E.Br.
70. Anthurium arisaemoides Madison
71. Anthurium aristatum Sodiro
72. Anthurium armbrusteri Croat
73. Anthurium armeniense Croat
74. Anthurium aroense G.S.Bunting
75. Anthurium aromoense Croat
76. Anthurium arusiense Croat & M.M.Mora
77. Anthurium asplundii Croat
78. Anthurium atamainii Croat
79. Anthurium atramentarium Croat & Oberle
80. Anthurium atroguttatum Croat
81. Anthurium atropurpureum R.E.Schult. & Maguire
82. Anthurium atrovinosum Temponi, Hammes & Nadruz
83. Anthurium atroviride Sodiro
84. Anthurium augustinum K.Koch & Lauche
85. Anthurium aureum Engl.
86. Anthurium auritum Sodiro
87. Anthurium austin-smithii Croat & R.A.Baker
88. Anthurium aylwardianum Croat
89. Anthurium baguense Croat
90. Anthurium bakeri Hook.f.
91. Anthurium balaoanum Engl.
92. Anthurium baldinii Croat & O.Ortiz
93. Anthurium balslevii Croat & J.Rodr.
94. Anthurium banderasense Croat
95. Anthurium bantanum Croat & J.Deal
96. Anthurium barbacoasense Engl.
97. Anthurium barclayanum Engl.
98. Anthurium barreranum Croat & D.C.Bay
99. Anthurium barrieri Croat, Scherber. & G.Ferry
100. Anthurium barryi Croat
101. Anthurium basirotundum Croat
102. Anthurium batistae Croat, O.Ortiz & Baldini
103. Anthurium bayae Croat
104. Anthurium becerrae Croat
105. Anthurium beckii Croat & Acebey
106. Anthurium bellum Schott
107. Anthurium beltianum Standl. & L.O.Williams
108. Anthurium benavidesiae Croat
109. Anthurium benktsparrei Croat
110. Anthurium bernalii Croat
111. Anthurium bernardii Croat
112. Anthurium berriozabalense Matuda
113. Anthurium berryi G.S.Bunting
114. Anthurium besseae Croat
115. Anthurium betanianum Croat
116. Anthurium betsyae Croat
117. Anthurium bicordoense Croat
118. Anthurium bimarginatum Sodiro
119. Anthurium binotii Linden ex Regel
120. Anthurium birdseyanum Croat
121. Anthurium bittneri Grayum
122. Anthurium blanquitense Croat
123. Anthurium bocainense Cath. & Nadruz
124. Anthurium boekei Croat
125. Anthurium bogneri Croat
126. Anthurium bogotense Schott
127. Anthurium bonplandii G.S.Bunting
128. Anthurium boosianum Croat & G.Ferry
129. Anthurium boudetii Nadruz
130. Anthurium boylei Croat
131. Anthurium brachypodum Sodiro
132. Anthurium bradeanum Croat & Grayum
133. Anthurium bragae Nadruz
134. Anthurium bredemeyeri Schott
135. Anthurium brenesii Croat & R.A.Baker
136. Anthurium brent-berlinii Croat
137. Anthurium breviapiculum Croat
138. Anthurium brevipedunculatum Madison
139. Anthurium brevipes Sodiro
140. Anthurium breviscapum Kunth
141. Anthurium brevispadix Croat
142. Anthurium brigadeiroense Nadruz, Hammes & Temponi
143. Anthurium brittonianum Sodiro
144. Anthurium bromelicola Mayo & L.P.Félix
145. Anthurium brownii Mast.
146. Anthurium bruxellense Croat
147. Anthurium bucayanum Croat
148. Anthurium buchtienii K.Krause
149. Anthurium buganum Engl.
150. Anthurium bullianum Engl.
151. Anthurium bullosum Sodiro
152. Anthurium burgeri Croat & R.A.Baker
153. Anthurium bushii Croat
154. Anthurium bustamanteae Croat, E.Freire, Bleiweiss & Sorn.Mol.
155. Anthurium cabrerense Engl.
156. Anthurium cabuyalense Croat & J.Rodr.
157. Anthurium cachabianum Sodiro
158. Anthurium cachoeirense Theófilo & Sakur.
159. Anthurium cainarachense Engl.
160. Anthurium caldodsonii Croat
161. Anthurium calimense Croat & D.C.Bay
162. Anthurium callejasii Croat
163. Anthurium caloveboranum Croat
164. Anthurium campii Croat
165. Anthurium camposii Sodiro
166. Anthurium canaliculatum Sodiro
167. Anthurium candolleanum Sodiro
168. Anthurium caparaoense Temponi, Camelo & Nadruz
169. Anthurium caperatum Croat & R.A.Baker
170. Anthurium caraboboense Croat
171. Anthurium caramantae Engl.
172. Anthurium carchiense Croat
173. Anthurium cardenasii Croat
174. Anthurium carinatum Engl.
175. Anthurium caripense G.S.Bunting
176. Anthurium carlablackiae Croat & O.Ortiz
177. Anthurium carmenense Croat
178. Anthurium carneospadix Engl.
179. Anthurium carnosum Croat & R.A.Baker
180. Anthurium carpishense Croat
181. Anthurium carrasquillanum Croat & O.Ortiz
182. Anthurium cartiense Croat
183. Anthurium cartilagineum (Desf.) Kunth
184. Anthurium cascajalense Croat
185. Anthurium castillomontii Croat, Vannini & Hormell
186. Anthurium cataniapoense Croat
187. Anthurium caucanum Engl.
188. Anthurium caucavallense Croat
189. Anthurium caulorrhizum Sodiro
190. Anthurium ceratiinum Diels
191. Anthurium ceronii Croat
192. Anthurium cerrateae Croat & Lingán
193. Anthurium cerrobaulense Matuda
194. Anthurium cerrocampanense Croat
195. Anthurium cerrofrioense Croat & O.Ortiz
196. Anthurium cerropelonense Matuda
197. Anthurium cerropirrense Croat
198. Anthurium cerrosantiagoense Croat & O.Ortiz
199. Anthurium chacoense Croat
200. Anthurium chamberlainii Mast.
201. Anthurium chamulense Matuda
202. Anthurium chequitavense Croat
203. Anthurium chiapasense Standl.
204. Anthurium chimborazense Croat & Carlsen
205. Anthurium chinchipense Croat & Lingán
206. Anthurium chinimense Croat
207. Anthurium chiriquense Standl.
208. Anthurium chocoense Croat
209. Anthurium chorense Engl.
210. Anthurium chorranum Croat
211. Anthurium christeliae Croat & O.Ortiz
212. Anthurium chromostachyum Croat
213. Anthurium chrysolithos Croat & Oberle
214. Anthurium chucantiense O.Ortiz, Croat & Baldini
215. Anthurium chuchubiense Croat
216. Anthurium chucunesense Croat
217. Anthurium churchilliorum Croat
218. Anthurium churutense Croat & Cornejo
219. Anthurium cinereopetiolatum Croat
220. Anthurium cipoense Temponi
221. Anthurium circinatum Croat
222. Anthurium cirinoi Croat
223. Anthurium citrifolium Sodiro
224. Anthurium clarinervium Matuda
225. Anthurium clarkei Croat
226. Anthurium clathratum Sodiro
227. Anthurium clavatum Croat & R.A.Baker
228. Anthurium clavigerum Poepp.
229. Anthurium cleistanthum G.M.Barroso
230. Anthurium clewellii Croat & O.Ortiz
231. Anthurium clidemioides Standl.
232. Anthurium cobbiae Croat & Delannay
233. Anthurium coclense Croat
234. Anthurium cocornaense Croat
235. Anthurium coerulescens Engl.
236. Anthurium cogolloanum Croat & M.M.Mora
237. Anthurium coicoyanense Croat & Ávila Blomb.
238. Anthurium coleomischum Gilli
239. Anthurium coleorrhiza Croat & D.C.Bay
240. Anthurium collettianum Croat
241. Anthurium collinsii Croat
242. Anthurium colonchense Croat & Cornejo
243. Anthurium colonense Croat
244. Anthurium colonicum K.Krause
245. Anthurium coloradense Croat
246. Anthurium combeimense Croat & Oyuela
247. Anthurium comtum Schott
248. Anthurium concinnatum Schott
249. Anthurium concolor K.Krause
250. Anthurium conjunctum K.Krause
251. Anthurium consimile Schott
252. Anthurium consobrinum Schott
253. Anthurium conspicuum Sodiro
254. Anthurium constrictum Croat & Carlsen
255. Anthurium conterminum Sodiro
256. Anthurium copense O.Ortiz, M.Cedeño & Croat
257. Anthurium corallinum Poepp.
258. Anthurium cordatotriangulum Matuda
259. Anthurium cordatum (L.) Schott
260. Anthurium cordiforme Sodiro
261. Anthurium cordobense Croat & D.C.Bay
262. Anthurium cordulatum Sodiro
263. Anthurium coriaceum G.Don
264. Anthurium coripatense N.E.Br. ex Engl.
265. Anthurium cornejoi Croat
266. Anthurium correae Croat
267. Anthurium corrugatum Sodiro
268. Anthurium cotejense Croat
269. Anthurium cotobrusii Croat & R.A.Baker
270. Anthurium cowanii Croat
271. Anthurium crassifolium N.E.Br.
272. Anthurium crassilaminum Croat
273. Anthurium crassinervium (Jacq.) Schott
274. Anthurium crassiradix Croat
275. Anthurium crassitepalum Croat
276. Anthurium crassivenium Engl.
277. Anthurium cremersii G.S.Bunting ex Croat
278. Anthurium crenatum (L.) Kunth
279. Anthurium croatii Madison
280. Anthurium cronembergerae Nadruz & Temponi
281. Anthurium crystallinum Linden & André
282. Anthurium cuasicanum Croat
283. Anthurium cubense Engl.
284. Anthurium cucullispathum Croat
285. Anthurium cultrifolium Schott
286. Anthurium cupreonitens Engl.
287. Anthurium cupreum Engl.
288. Anthurium cupulispathum Croat & J.Rodr.
289. Anthurium curicuriariense Croat
290. Anthurium curtipedunculum Croat
291. Anthurium curtispadix Croat
292. Anthurium curvatum Sodiro
293. Anthurium curvilaminum Croat
294. Anthurium curvispadix Croat
295. Anthurium cuspidatum Mast.
296. Anthurium cuspidiferum Sodiro
297. Anthurium cutucuense Madison
298. Anthurium cuyabenoense Croat
299. Anthurium cylindratum Croat & D.C.Bay
300. Anthurium cymbiforme N.E.Br.
301. Anthurium cymbispatha Sodiro
302. Anthurium dabeibaense Croat
303. Anthurium daguense Engl.
304. Anthurium dalmauii Croat
305. Anthurium darcyi Croat
306. Anthurium davidsei Croat
307. Anthurium davidsoniae Standl.
308. Anthurium debile Croat & D.C.Bay
309. Anthurium debile-emarginatum Croat
310. Anthurium debilipeltatum Croat
311. Anthurium decipiens A.Hay & M.Cedeño
312. Anthurium decurrens Poepp.
313. Anthurium decursivum Croat
314. Anthurium deflexum Engl.
315. Anthurium delannayi Croat
316. Anthurium deminutum Croat
317. Anthurium dendrobates Sodiro
318. Anthurium denudatum Engl.
319. Anthurium diazii Croat
320. Anthurium dichromum Croat
321. Anthurium dichrophyllum Croat
322. Anthurium digitatum (Jacq.) Schott
323. Anthurium diversicaudex Croat
324. Anthurium dolichocnemum Croat
325. Anthurium dolichophyllum Sodiro
326. Anthurium dolichostachyum Sodiro
327. Anthurium dombeyanum Brongn. ex Engl.
328. Anthurium dominicense Schott
329. Anthurium donovaniae Croat
330. Anthurium dorbayae Croat
331. Anthurium draconopterum Sodiro
332. Anthurium dressleri Croat
333. Anthurium dukei Croat
334. Anthurium durandii Engl.
335. Anthurium dussii Engl.
336. Anthurium dwyeri Croat
337. Anthurium dylanii Croat
338. Anthurium ecuadorense Engl.
339. Anthurium effusilobum Croat
340. Anthurium effusispathum Croat
341. Anthurium eggersii Engl.
342. Anthurium eichleri Engl.
343. Anthurium elisalevyae Croat
344. Anthurium ellenbergii Delannay & Croat
345. Anthurium elquincense Croat
346. Anthurium emarginatum Baker
347. Anthurium eminens Schott
348. Anthurium ensifolium Bogner & E.G.Gonç.
349. Anthurium ericae Diels
350. Anthurium ernesti Engl.
351. Anthurium erskinei Mayo
352. Anthurium erythrospadix Nadruz, Camelo & Temponi
353. Anthurium erythrospathaceum Nadruz & Theófilo
354. Anthurium erythrostachyum Croat
355. Anthurium esmeraldense Sodiro
356. Anthurium espinae Croat
357. Anthurium espiranzaense Croat & Zuluaga
358. Anthurium eximium Engl.
359. Anthurium expansum Gleason
360. Anthurium exstipulatum Sodiro
361. Anthurium fasciale Sodiro
362. Anthurium fatoense K.Krause
363. Anthurium faustomirandae Pérez-Farr. & Croat
364. Anthurium fendleri Schott
365. Anthurium fernandezii Croat
366. Anthurium filamatamaense Croat & O.Ortiz
367. Anthurium filiforme Engl.
368. Anthurium flavescens Poepp.
369. Anthurium flavidum N.E.Br.
370. Anthurium flavolineatum Sodiro
371. Anthurium flavoviride Engl.
372. Anthurium flexile Schott
373. Anthurium fogdeniorum (Croat) O.Ortiz, M.Cedeño & Croat
374. Anthurium folsomianum Croat
375. Anthurium fontellanum Nadruz & Leoni
376. Anthurium fontoides R.E.Schult.
377. Anthurium foreroanum Croat
378. Anthurium forgetii N.E.Br.
379. Anthurium formosum Schott
380. Anthurium fornicifolium Croat
381. Anthurium fortunense Croat & O.Ortiz
382. Anthurium fosteri Croat
383. Anthurium fragae Nadruz
384. Anthurium fragrans Croat & D.C.Bay
385. Anthurium fragrantissimum Croat
386. Anthurium fraseri Engl.
387. Anthurium friedrichsthalii Schott
388. Anthurium frontinoense Croat & Zuluaga
389. Anthurium funiferum Klotzsch & H.Karst. ex Engl.
390. Anthurium furcatum Sodiro
391. Anthurium fuscopunctatum Sodiro
392. Anthurium fusiforme Croat
393. Anthurium gaffurii Sodiro
394. Anthurium galactospadix Croat
395. Anthurium galeanoae Croat & M.M.Mora
396. Anthurium galeottii K.Koch
397. Anthurium galileanum Croat
398. Anthurium gaskinii Croat
399. Anthurium gaudichaudianum Kunth
400. Anthurium gehrigeri Croat
401. Anthurium geitnerianum A.Regel
402. Anthurium gelpii Croat
403. Anthurium genferryae Croat
404. Anthurium geniculatum Sodiro
405. Anthurium gentryi Croat
406. Anthurium gerherrerae Croat
407. Anthurium giganteum Engl.
408. Anthurium ginesii Croat
409. Anthurium giraldoi Croat
410. Anthurium gladiifolium Schott
411. Anthurium glanduligerum Engl.
412. Anthurium glaucophyllum Sodiro
413. Anthurium glaucospadix Croat
414. Anthurium globosum Croat
415. Anthurium gomesianum Nadruz
416. Anthurium gonzalezii Croat
417. Anthurium gracile (Rudge) Lindl.
418. Anthurium gracililaminum Croat
419. Anthurium gracilipedunculatum K.Krause
420. Anthurium gracilispadix Croat
421. Anthurium gracilistipum Croat
422. Anthurium grande W.Bull
423. Anthurium grandicataphyllum Croat & M.M.Mora
424. Anthurium grandifolium (Jacq.) Kunth
425. Anthurium granulineare Croat
426. Anthurium grex-avium Madison
427. Anthurium griseosessile Croat
428. Anthurium gualeanum Engl.
429. Anthurium guanacense Engl.
430. Anthurium guanchezii G.S.Bunting
431. Anthurium guanghuae Croat
432. Anthurium guatemalense Croat, Cast.Mont & Vannini
433. Anthurium guayaquilense Engl.
434. Anthurium gustavii Regel
435. Anthurium gymnopus Griseb.
436. Anthurium hacumense Engl.
437. Anthurium hagsaterianum Haager
438. Anthurium halmoorei Croat
439. Anthurium haltonii Croat
440. Anthurium hamiltonii Croat & Lingán
441. Anthurium hammelii Croat
442. Anthurium hannoniae Croat
443. Anthurium harleyi T.A.Pontes & Mayo
444. Anthurium harlingianum Croat
445. Anthurium harrisii (Graham) G.Don
446. Anthurium hartmanii Croat & O.Ortiz
447. Anthurium hastifolium Sodiro
448. Anthurium hatschbachii E.G.Gonç.
449. Anthurium hayanum O.Ortiz & M.Cedeño
450. Anthurium hebetatilaminum Croat & J.Rodr.
451. Anthurium hebetatum Croat
452. Anthurium hempeanum Croat
453. Anthurium henryi Croat
454. Anthurium herrerae Croat & P.Huang
455. Anthurium herthae K.Krause
456. Anthurium hieronymi Engl.
457. Anthurium hinoideum Croat & D.C.Bay
458. Anthurium hodgei Croat, M.M.Mora & Oberle
459. Anthurium hoehnei K.Krause
460. Anthurium hoffmannii Schott
461. Anthurium holm-nielsenii Croat
462. Anthurium holquinianum Croat & D.C.Bay
463. Anthurium hookeri Kunth
464. Anthurium hornitense Croat
465. Anthurium horridum Croat
466. Anthurium huacamayoense Croat
467. Anthurium huallagense Engl.
468. Anthurium huampamiense Croat
469. Anthurium huanucense Engl.
470. Anthurium huashikatii Croat
471. Anthurium huautlense Matuda
472. Anthurium huberi G.S.Bunting ex Croat
473. Anthurium huixtlense Matuda
474. Anthurium humboldtianum Kunth
475. Anthurium humoense Croat
476. Anthurium hutchisonii Croat
477. Anthurium hygrophilum Engl.
478. Anthurium ianthinopodum (Engl.) Nadruz & Mayo
479. Anthurium icanense G.M.Barroso
480. Anthurium idimae Theófilo & Nadruz
481. Anthurium idmense K.Krause
482. Anthurium illepidum Schott
483. Anthurium iltisii Croat
484. Anthurium imazaense Croat
485. Anthurium imperiale Miq. ex Schott
486. Anthurium impolitoellipticum Croat
487. Anthurium impolitum Croat
488. Anthurium incomptum Madison
489. Anthurium inconspicuum N.E.Br.
490. Anthurium incurvatum Engl.
491. Anthurium incurvum Engl.
492. Anthurium infectorium R.E.Schult.
493. Anthurium ingramii Croat
494. Anthurium intactum Croat & O.Ortiz
495. Anthurium intermedium Kunth
496. Anthurium interruptum Sodiro
497. Anthurium inzanum Engl.
498. Anthurium ionanthum Croat
499. Anthurium iramireziae G.S.Bunting
500. Anthurium isidroense Croat & D.C.Bay
501. Anthurium ixtlanense Diaz Jim., Pérez-Farr. & Croat
502. Anthurium jaimeanum Croat & Cerón
503. Anthurium jaramilloi Croat & J.Rodr.
504. Anthurium jefense Croat
505. Anthurium jenmanii Engl.
506. Anthurium jesusii Croat
507. Anthurium jilekii Schott
508. Anthurium jimenae Croat
509. Anthurium joaquinense Croat & D.C.Bay
510. Anthurium johnmackii Croat & Oberle
511. Anthurium johnsoniae Croat
512. Anthurium jorgemendietanum O.Ortiz, Croat & Baldini
513. Anthurium josei Croat
514. Anthurium juanguillermoi Croat
515. Anthurium julianii G.S.Bunting
516. Anthurium julospadix Sodiro
517. Anthurium jureianum Cath. & Olaio
518. Anthurium kajekaii Croat
519. Anthurium kallunkiae Croat
520. Anthurium kamemotoanum Croat
521. Anthurium kareniae Croat
522. Anthurium karstenianum Engl.
523. Anthurium kastelskii Schott
524. Anthurium kayapii Croat
525. Anthurium keatingii Croat
526. Anthurium kinsingeriae Croat
527. Anthurium kirkdukeorum O.Ortiz & Croat
528. Anthurium knappiae Croat
529. Anthurium krukovii Croat
530. Anthurium kugkumasii Croat
531. Anthurium kunayalense Croat & Vannini
532. Anthurium kunthii Poepp.
533. Anthurium kusuense Croat
534. Anthurium lacerdae Reitz
535. Anthurium laciniosum Sodiro
536. Anthurium lactifructum Croat
537. Anthurium laevigatum Croat & O.Ortiz
538. Anthurium laevum Croat & O.Ortiz
539. Anthurium lakei Croat & P.Huang
540. Anthurium laminense Croat
541. Anthurium lancea Sodiro
542. Anthurium lancetillense Croat
543. Anthurium lancifolium Schott
544. Anthurium langendoenii Croat & D.C.Bay
545. Anthurium langsdorffii Schott
546. Anthurium lanjouwii A.M.E.Jonker & Jonker
547. Anthurium lasabanetaense Croat & O.Ortiz
548. Anthurium latemarginatum Sodiro
549. Anthurium latissimum Engl.
550. Anthurium lautum Croat & D.C.Bay
551. Anthurium lechlerianum Schott
552. Anthurium lehmannii Engl.
553. Anthurium lennartii Croat
554. Anthurium lentii Croat & R.A.Baker
555. Anthurium leonianum Sodiro
556. Anthurium leonii E.G.Gonç.
557. Anthurium leptocaule Croat
558. Anthurium leptos Croat
559. Anthurium leuconeurum Lem.
560. Anthurium leveaui Croat
561. Anthurium lezamae Matuda
562. Anthurium libanoense Croat
563. Anthurium licium Croat & Oberle
564. Anthurium lievenii Regel ex Engl.
565. Anthurium ligulare Croat
566. Anthurium lilacinum G.S.Bunting
567. Anthurium lilafructum Croat
568. Anthurium limonense Grayum
569. Anthurium lindenianum K.Koch & Augustin
570. Anthurium lindmanianum Engl.
571. Anthurium lineolatum Sodiro
572. Anthurium linganii Croat
573. Anthurium lingua Sodiro
574. Anthurium linguifolium Engl.
575. Anthurium llanense Croat
576. Anthurium llewellynii Croat
577. Anthurium lloense Sodiro
578. Anthurium loefgrenii Engl.
579. Anthurium lojtnantii Croat
580. Anthurium longegeniculatum Engl.
581. Anthurium longeinternodum Croat
582. Anthurium longicaudatum Engl.
583. Anthurium longicuspidatum Engl.
584. Anthurium longifolium (Hoffm.) G.Don
585. Anthurium longipeltatum Matuda
586. Anthurium longipes N.E.Br.
587. Anthurium longispadiceum K.Krause
588. Anthurium longissimilobum Croat
589. Anthurium longissimum Pittier
590. Anthurium longistamineum Engl.
591. Anthurium longistipitatum Croat
592. Anthurium longiusculum Croat
593. Anthurium loretense Croat
594. Anthurium louisii Croat & R.A.Baker
595. Anthurium lucens Standl.
596. Anthurium lucidum Kunth
597. Anthurium lucilanum Croat & O.Ortiz
598. Anthurium lucioi Nadruz
599. Anthurium lucorum Engl.
600. Anthurium luschnathianum Kunth
601. Anthurium luteospathum Croat
602. Anthurium lutescens Engl.
603. Anthurium luteynii Croat
604. Anthurium lutheri Croat
605. Anthurium luxurians Croat & R.N.Cirino
606. Anthurium luzense Diaz Jim., Pérez-Farr. & Croat
607. Anthurium lygrum Croat & D.C.Bay
608. Anthurium lynniae Croat
609. Anthurium maasii Croat
610. Anthurium macarenense R.E.Schult. & Idrobo
611. Anthurium macbridei K.Krause
612. Anthurium macdanielii Croat
613. Anthurium machetioides Matuda
614. Anthurium macleanii Schott
615. Anthurium macphersonii Croat & Oberle
616. Anthurium macrocephalum R.E.Schult.
617. Anthurium macrolonchium Sodiro
618. Anthurium macrophyllum (Sw.) Schott
619. Anthurium macropodum E.G.Gonç.
620. Anthurium macrospadix Lem.
621. Anthurium macrourum Sodiro
622. Anthurium maculosum Sodiro
623. Anthurium macveaniae Croat
624. Anthurium madisonianum Croat
625. Anthurium magdae Croat & Lingán
626. Anthurium magnificum Linden
627. Anthurium magnifolium Croat & J.Rodr.
628. Anthurium magrewii Croat
629. Anthurium maguirei A.D.Hawkes
630. Anthurium malagaense Croat & D.C.Bay
631. Anthurium malianum Croat
632. Anthurium manabianum Croat
633. Anthurium mancuniense C.D.Adams
634. Anthurium mansellii Croat
635. Anthurium manuanum Croat
636. Anthurium marcusianum Theófilo, L.Kollmann & Sakur.
637. Anthurium marense K.Krause
638. Anthurium margaricarpum Sodiro
639. Anthurium marginellum Sodiro
640. Anthurium marginervium Croat
641. Anthurium mariae Croat & Lingán
642. Anthurium maricense Nadruz & Mayo
643. Anthurium marinoanum Croat
644. Anthurium marleenianum Croat
645. Anthurium marmoratum Sodiro
646. Anthurium martae Croat & Castaño
647. Anthurium martianum K.Koch & Kolb
648. Anthurium martinellii Nadruz & Theófilo
649. Anthurium masfense Sodiro
650. Anthurium mateoi Croat & N.Altam.
651. Anthurium mausethii Croat, O.Ortiz & Hormell
652. Anthurium maximum (Desf.) Engl.
653. Anthurium megapetiolatum E.G.Gonç.
654. Anthurium melampyi Croat
655. Anthurium melanochlorum Croat
656. Anthurium melastomatis Croat
657. Anthurium membranaceum Sodiro
658. Anthurium mendietae Croat
659. Anthurium merlei Croat
660. Anthurium metallicum Linden ex Schott
661. Anthurium miaziense Croat
662. Anthurium michelii Guillaumin
663. Anthurium microphyllum (Hook.) G.Don
664. Anthurium microspadix Schott
665. Anthurium mikeneei Croat
666. Anthurium minarum Sakur. & Mayo
667. Anthurium mindense Sodiro
668. Anthurium miniatum Sodiro
669. Anthurium minutipustulum Croat
670. Anthurium miritiparanaense Croat & J.Watt
671. Anthurium misturatum Croat
672. Anthurium modicum Croat & Oberle
673. Anthurium molaui Croat
674. Anthurium molle E.G.Gonç. & J.G.Jardim
675. Anthurium mongonense Croat
676. Anthurium montanum Hemsl.
677. Anthurium monteagudoi Croat & N.Altam.
678. Anthurium monteazulense Croat, O.Ortiz & Baldini
679. Anthurium monteverdense Croat & R.A.Baker
680. Anthurium monticola Engl.
681. Anthurium monzonense Engl.
682. Anthurium moonenii Croat & E.G.Gonç.
683. Anthurium morae Croat
684. Anthurium morii Mayo & Haigh
685. Anthurium moronense Croat & Carlsen
686. Anthurium mostaceroi Croat
687. Anthurium mourae Engl.
688. Anthurium mucuri E.G.Gonç. & L.F.A.Paula
689. Anthurium multinervium Engl.
690. Anthurium multisulcatum Engl.
691. Anthurium munchiquense Croat
692. Anthurium myosuroides (Kunth) Endl.
693. Anthurium myosurus Sodiro
694. Anthurium nakamurae Matuda
695. Anthurium nangaritense Croat
696. Anthurium nanum R.E.Schult.
697. Anthurium napaeum Engl.
698. Anthurium narae Nadruz, Camelo & Temponi
699. Anthurium narinoense Croat
700. Anthurium narvaezii Croat
701. Anthurium navasii Sodiro
702. Anthurium naviculare Cath. & Nadruz
703. Anthurium nelsonii Croat
704. Anthurium nemorale Sodiro
705. Anthurium nemoricola R.E.Schult. & Maguire
706. Anthurium nervatum Croat
707. Anthurium nestorpazii Croat & P.Huang
708. Anthurium ngabebuglense Croat & O.Ortiz
709. Anthurium nicolasianum Engl.
710. Anthurium nigrescens Engl.
711. Anthurium nigropunctatum Croat & J.Rodr.
712. Anthurium niqueanum Croat
713. Anthurium nitens Sodiro
714. Anthurium nitidulum Engl.
715. Anthurium nitidum Benth.
716. Anthurium nizandense Matuda
717. Anthurium nomdiosense Croat & O.Ortiz
718. Anthurium novencidoanum O.Ortiz & Croat
719. Anthurium novitaense Croat
720. Anthurium nubicola G.S.Bunting
721. Anthurium nutibarense Croat
722. Anthurium nymphaeifolium K.Koch & C.D.Bouché
723. Anthurium obliquatum Schott
724. Anthurium obpyriforme Leimbeck
725. Anthurium obscurinervium Croat
726. Anthurium obtusatum Engl.
727. Anthurium obtusifolium (W.T.Aiton) G.Don
728. Anthurium obtusilobum Schott
729. Anthurium obtusum (Engl.) Grayum
730. Anthurium occidentale Sodiro
731. Anthurium ochranthum K.Koch
732. Anthurium ochreatum Sodiro
733. Anthurium ocotepecense Matuda
734. Anthurium oerstedianum Schott
735. Anthurium oistophyllum O.Ortiz, Croat & Baldini
736. Anthurium oreodoxa Sodiro
737. Anthurium oreophilum Sodiro
738. Anthurium organense Engl.
739. Anthurium orientale Sodiro
740. Anthurium orlando-ortizii Croat
741. Anthurium orlandoi Croat
742. Anthurium ottobuchtienii Croat
743. Anthurium ottonis K.Krause
744. Anthurium ovatifolium Engl.
745. Anthurium ovidioi Croat
746. Anthurium oxyanthum Croat & D.C.Bay
747. Anthurium oxybelium Schott
748. Anthurium oxycarpum Poepp.
749. Anthurium oxyphyllum Sodiro
750. Anthurium oxystachyum Croat
751. Anthurium oyuelae Croat
752. Anthurium pachylaminum Croat
753. Anthurium pachyspathum K.Krause
754. Anthurium pageanum Croat
755. Anthurium pahumense Cerón & Croat
756. Anthurium palacioanum Croat
757. Anthurium palenquense Croat
758. Anthurium pallatangense Engl.
759. Anthurium pallens Schott
760. Anthurium pallidicaudex Croat & M.M.Mora
761. Anthurium pallidiflorum Engl.
762. Anthurium palmarense Croat
763. Anthurium palmatum (L.) Schott
764. Anthurium paloraense Croat
765. Anthurium palosecense Croat & O.Ortiz
766. Anthurium paludosum Engl.
767. Anthurium panamense Croat
768. Anthurium panduriforme Schott
769. Anthurium pandurilaminum Croat
770. Anthurium papillilaminum Croat
771. Anthurium paradisicum G.S.Bunting
772. Anthurium paraguasense Croat
773. Anthurium paraguayense Engl.
774. Anthurium parambae Sodiro
775. Anthurium parasiticum (Vell.) Stellfeld
776. Anthurium pariense G.S.Bunting
777. Anthurium parvispathum Hemsl.
778. Anthurium parvum N.E.Br.
779. Anthurium pastasanum Diels
780. Anthurium patens Croat
781. Anthurium pauciflorum Croat
782. Anthurium paucinerve Sodiro
783. Anthurium payaminoense Croat & Lingán
784. Anthurium pazii Croat
785. Anthurium pedatoradiatum Schott
786. Anthurium pedatum (Kunth) Endl. ex Kunth
787. Anthurium pedrazae Croat & Zuluaga
788. Anthurium pedunculare Sodiro
789. Anthurium pellucidopunctatum Sodiro
790. Anthurium peltatum Poepp.
791. Anthurium peltigerum Sodiro
792. Anthurium penae Croat
793. Anthurium pendens Croat
794. Anthurium pendulifolium N.E.Br.
795. Anthurium pendulispadix Croat
796. Anthurium penningtonii Croat
797. Anthurium penonomense Croat
798. Anthurium pentaphyllum (Aubl.) G.Don
799. Anthurium perijanum G.S.Bunting
800. Anthurium perviride Croat & D.C.Bay
801. Anthurium pescadilloense Croat
802. Anthurium petiolicarinatum Nadruz, Mantovani & Carlsen
803. Anthurium petrophilum K.Krause
804. Anthurium phyllobaris Croat & D.C.Bay
805. Anthurium picadoae O.Ortiz & Croat
806. Anthurium pichinchae Engl.
807. Anthurium pichindense Croat
808. Anthurium pilonense Reitz
809. Anthurium pinkleyi Croat & Carlsen
810. Anthurium pirottae Sodiro
811. Anthurium pirrense Croat
812. Anthurium pittieri Engl.
813. Anthurium piurensis Croat & Lingán
814. Anthurium planadense Croat
815. Anthurium plantagineum Sodiro
816. Anthurium platyglossum Sodiro
817. Anthurium platyrhizum Croat
818. Anthurium plowmanii Croat
819. Anthurium plurisulcatum Sodiro
820. Anthurium pluviaticum R.E.Schult.
821. Anthurium podophyllum (Cham. & Schltdl.) Kunth
822. Anthurium pohlianum Engl.
823. Anthurium poloense Croat
824. Anthurium polydactylum Madison
825. Anthurium polynervium Temponi & Nadruz
826. Anthurium polyneuron Sodiro
827. Anthurium polyphlebium Sodiro
828. Anthurium polyschistum R.E.Schult. & Idrobo
829. Anthurium polystictum Sodiro
830. Anthurium porcesitoense Croat
831. Anthurium potarense Gleason
832. Anthurium pradoense Croat
833. Anthurium praealtum Sodiro
834. Anthurium pranceanum Croat
835. Anthurium prolatum Croat & R.A.Baker
836. Anthurium prominens Engl.
837. Anthurium promininerve Croat & M.M.Mora
838. Anthurium protensum Schott
839. Anthurium protrudens Croat
840. Anthurium pseudonigrescens Croat
841. Anthurium pseudospectabile Croat
842. Anthurium pseudotalamancae Croat
843. Anthurium psilostachyum Sodiro
844. Anthurium ptarianum Steyerm.
845. Anthurium ptenospathum Croat & O.Ortiz
846. Anthurium puberulinervium Croat
847. Anthurium puberulum Croat & Lingán
848. Anthurium pucayacuense Croat
849. Anthurium pucuroense O.Ortiz & Croat
850. Anthurium pulcachense Croat
851. Anthurium pulchellum Engl.
852. Anthurium pulidoae Croat
853. Anthurium pulverulentum Sodiro
854. Anthurium punctatum N.E.Br.
855. Anthurium punkuyocense Croat
856. Anthurium purdieanum Schott
857. Anthurium purpureospathum Croat
858. Anthurium purpureum N.E.Br.
859. Anthurium queirozianum Nadruz
860. Anthurium quinindense Croat
861. Anthurium quinonesiae Croat
862. Anthurium quinquenervium (Kunth) Kunth
863. Anthurium quinquesulcatum Sodiro
864. Anthurium quipuscoae Croat
865. Anthurium radiatum Sodiro
866. Anthurium radicans K.Koch & Haage
867. Anthurium raimundii Mayo, Haigh & Nadruz
868. Anthurium ramoncaracasii Stergios & Dorr
869. Anthurium ramonense Engl. ex K.Krause
870. Anthurium ramosense Croat
871. Anthurium ramosii Croat
872. Anthurium ranchoanum Engl.
873. Anthurium raphaelense Croat & Delannay
874. Anthurium ratonense Croat & O.Ortiz
875. Anthurium ravenii Croat & R.A.Baker
876. Anthurium recavum Croat
877. Anthurium rectinervium Delannay & Croat
878. Anthurium redolens Croat
879. Anthurium reflexinervium Croat
880. Anthurium regale Linden
881. Anthurium remotigeniculatum Croat
882. Anthurium remotum Croat & D.C.Bay
883. Anthurium renteriae Croat
884. Anthurium resectum Sodiro
885. Anthurium restrepoae Croat
886. Anthurium reticulatum Benth.
887. Anthurium retiferum Standl. & Steyerm.
888. Anthurium rhizophorum Sodiro
889. Anthurium rhodorhizum Diels
890. Anthurium ribeiroi Nadruz
891. Anthurium ricaurtense Croat
892. Anthurium rigidifolium Engl.
893. Anthurium rimbachii Sodiro
894. Anthurium rioacimense Nadruz & Rabelo
895. Anthurium riocojimiesense Croat
896. Anthurium riodocense Nadruz
897. Anthurium riofrioi Sodiro
898. Anthurium riograndicola Matuda
899. Anthurium riojaense Croat
900. Anthurium rionegrense Matuda
901. Anthurium riparium Engl.
902. Anthurium rivulare Sodiro
903. Anthurium rociorojasiae Delannay & Croat
904. Anthurium rodrigueziae Croat
905. Anthurium rodvasquezii Croat
906. Anthurium roezlii Regel
907. Anthurium rojasiae Croat
908. Anthurium roraimense N.E.Br.
909. Anthurium roseonaviculare Croat & O.Ortiz
910. Anthurium roseospadix Croat
911. Anthurium rosselianum Croat
912. Anthurium rotundatum Croat & Carlsen
913. Anthurium rotundilobum Engl.
914. Anthurium rotundistigmatum Croat
915. Anthurium roubikii Croat
916. Anthurium rubrifructum Croat
917. Anthurium rubrivellus Croat & D.C.Bay
918. Anthurium rugulosum Sodiro
919. Anthurium rupestre Sodiro
920. Anthurium rupicola Croat
921. Anthurium rzedowskii Croat
922. Anthurium saccardoi Sodiro
923. Anthurium sagawae Croat
924. Anthurium sagittale Sodiro
925. Anthurium sagittaria Linden ex Schott
926. Anthurium sagittatum (Sims) G.Don
927. Anthurium sagittellum Sodiro
928. Anthurium sagrilloanum Theófilo & T.F.Sagrillo
929. Anthurium sakuraguianum Nadruz & Temponi
930. Anthurium salgarense Croat
931. Anthurium salvadorense Croat
932. Anthurium salvinii Hemsl.
933. Anthurium samamaense Croat & Cornejo
934. Anthurium sanctifidense Croat
935. Anthurium sanguineum Engl.
936. Anthurium sanjorgense Oyuela & Croat
937. Anthurium santamariae Croat & O.Ortiz
938. Anthurium santaritensis Nadruz & Croat
939. Anthurium santiagoense Croat
940. Anthurium sapense Croat
941. Anthurium sarmentosum Engl.
942. Anthurium sarukhanianum Croat & Haager
943. Anthurium scaberulum Sodiro
944. Anthurium scandens (Aubl.) Engl.
945. Anthurium scherzerianum Schott
946. Anthurium schlechtendalii Kunth
947. Anthurium schottianum Croat & R.A.Baker
948. Anthurium schunkei K.Krause
949. Anthurium sebastianense Croat & Cerón
950. Anthurium seibertii Croat & R.A.Baker
951. Anthurium seleri Engl.
952. Anthurium × selloanum K.Koch
953. Anthurium sellowianum Kunth
954. Anthurium septuplinervium Sodiro
955. Anthurium shinumas Croat
956. Anthurium siapidaarae Zuluaga & Sánchez-Taborda
957. Anthurium siccisilvarum K.Krause
958. Anthurium sidneyi Croat & Lingán
959. Anthurium sierpense Croat
960. Anthurium signatum K.Koch & L.Mathieu
961. Anthurium silanchense Croat & J.Rodr.
962. Anthurium silverstonei Croat & Oberle
963. Anthurium silvicola Engl.
964. Anthurium silvigaudens Standl. & Steyerm.
965. Anthurium simonii Nadruz
966. Anthurium simpsonii Croat
967. Anthurium sinuatum Benth. ex Schott
968. Anthurium siqueirae Nadruz
969. Anthurium sixaolense Croat, Belt & O.Ortiz
970. Anthurium smaragdinum G.S.Bunting
971. Anthurium smithii Croat
972. Anthurium sneidernii Croat
973. Anthurium sodiroanum Engl.
974. Anthurium soejartoi Croat & Oberle
975. Anthurium solanoi Croat & O.Ortiz
976. Anthurium solitarium Schott
977. Anthurium solomonii Croat
978. Anthurium sonaense Croat & O.Ortiz
979. Anthurium soukupii Croat
980. Anthurium sparreorum Croat
981. Anthurium spathiphyllum N.E.Br.
982. Anthurium spathulifolium Sodiro
983. Anthurium spectabile Schott
984. Anthurium splendidum W.Bull ex Rodigas
985. Anthurium standleyi Croat & R.A.Baker
986. Anthurium stephanii Croat & Acebey
987. Anthurium stipitatum Benth.
988. Anthurium straminopetiolum Croat
989. Anthurium striatipes Sodiro
990. Anthurium striatum K.Koch & L.Mathieu
991. Anthurium striolatum Sodiro
992. Anthurium stuebelii Engl.
993. Anthurium subaequans Croat & Oberle
994. Anthurium subcarinatum Engl.
995. Anthurium subcaudatum Engl.
996. Anthurium subcoerulescens Engl.
997. Anthurium subcordatum Schott
998. Anthurium subhastatum Schott
999. Anthurium subovatum Matuda
1000. Anthurium subrotundum Croat
1001. Anthurium subsagittatum (Kunth) Kunth
1002. Anthurium subscriptum G.S.Bunting
1003. Anthurium subsignatum Schott
1004. Anthurium subtriangulare Engl.
1005. Anthurium subtrilobum Schott
1006. Anthurium subtruncatum Sodiro
1007. Anthurium subulatum N.E.Br.
1008. Anthurium sucrii G.M.Barroso
1009. Anthurium suethompsoniae Croat
1010. Anthurium suffusum Croat & O.Ortiz
1011. Anthurium sulcatum Engl.
1012. Anthurium superbum Madison
1013. Anthurium supianum Engl.
1014. Anthurium supraglandulum Croat
1015. Anthurium suramaense Croat
1016. Anthurium sylvestre S.Moore
1017. Anthurium sytsmae Croat
1018. Anthurium tacarcunense Croat
1019. Anthurium tachiranum Croat
1020. Anthurium talamancae Engl.
1021. Anthurium talmonii Mayo & Haigh
1022. Anthurium tamaense G.S.Bunting
1023. Anthurium tarapotense Engl.
1024. Anthurium tatei G.S.Bunting
1025. Anthurium taylorianum Croat & O.Ortiz
1026. Anthurium teimosoanum E.G.Gonç. & J.G.Jardim
1027. Anthurium temponiae Nadruz & Theófilo
1028. Anthurium tenaense Croat
1029. Anthurium tenerum Engl.
1030. Anthurium tenuicaule Engl.
1031. Anthurium tenuifolium Engl.
1032. Anthurium tenuireticulum Croat & O.Ortiz
1033. Anthurium tenuispica Sodiro
1034. Anthurium teribense Croat
1035. Anthurium ternifolium Croat & Carlsen
1036. Anthurium terracola Croat
1037. Anthurium terryae Standl. & L.O.Williams
1038. Anthurium testaceum Croat & R.A.Baker
1039. Anthurium thompsoniae I.Arias
1040. Anthurium thrinax Madison
1041. Anthurium tifense Croat & O.Ortiz
1042. Anthurium tikunorum R.E.Schult.
1043. Anthurium tilaranense Standl.
1044. Anthurium timplowmanii Croat
1045. Anthurium titanium Standl. & Steyerm.
1046. Anthurium toisanense Croat
1047. Anthurium tolimense Engl.
1048. Anthurium tomasiae Cath. & Nadruz
1049. Anthurium tonduzii Engl.
1050. Anthurium tonianum Sodiro
1051. Anthurium torraense Croat
1052. Anthurium tortuosum Croat
1053. Anthurium totontepecense Croat
1054. Anthurium trangulohastatum Croat
1055. Anthurium treleasei Sodiro
1056. Anthurium tremulum Sodiro
1057. Anthurium trianae Engl.
1058. Anthurium triangulopetiolum Croat
1059. Anthurium tricarinatum Sodiro
1060. Anthurium triciafrankiae Croat
1061. Anthurium trifidum Oliv.
1062. Anthurium trilobum Lindl.
1063. Anthurium trinervium Kunth
1064. Anthurium triphyllum (Willd. ex Schult.) Brongn. ex Schott
1065. Anthurium trisectum Sodiro
1066. Anthurium trujilloi Croat
1067. Anthurium truncatulum Engl.
1068. Anthurium truncatum E.G.Gonç.
1069. Anthurium truncicola Engl.
1070. Anthurium tsamajainii Croat
1071. Anthurium tubualaense Croat & O.Ortiz
1072. Anthurium tunquii Croat
1073. Anthurium tutense Croat
1074. Anthurium tysonii Croat
1075. Anthurium uasadiensis G.S.Bunting ex Croat
1076. Anthurium uleanum Engl.
1077. Anthurium umbraculum Sodiro
1078. Anthurium umbricola Engl.
1079. Anthurium umbrosum Liebm.
1080. Anthurium unense Nadruz & Cath.
1081. Anthurium upalaense Croat & R.A.Baker
1082. Anthurium urvilleanum Schott
1083. Anthurium utleyorum Croat & R.A.Baker
1084. Anthurium valenzuelae Croat & N.Altam.
1085. Anthurium validifolium K.Krause
1086. Anthurium validinervium Engl.
1087. Anthurium vallense Croat
1088. Anthurium vanderknaapii Croat
1089. Anthurium variegatum Sodiro
1090. Anthurium variilobum Croat & M.M.Mora
1091. Anthurium vaupesianum Croat
1092. Anthurium veitchii Mast.
1093. Anthurium velutinum Engl.
1094. Anthurium venadoense Croat
1095. Anthurium venosum Griseb.
1096. Anthurium ventanasense Croat
1097. Anthurium verapazense Engl.
1098. Anthurium verrucosum Croat & D.C.Bay
1099. Anthurium versicolor Sodiro
1100. Anthurium vestitum Sodiro
1101. Anthurium victorii Nadruz & Cath.
1102. Anthurium vientense Croat
1103. Anthurium vinillense G.S.Bunting
1104. Anthurium viridescens Engl.
1105. Anthurium viridifusiforme Croat & O.Ortiz
1106. Anthurium viridispathum E.G.Gonç.
1107. Anthurium viridivinosum Theófilo & Sakur.
1108. Anthurium vittariifolium Engl.
1109. Anthurium vomeriforme Sodiro
1110. Anthurium wagenerianum K.Koch & C.D.Bouché
1111. Anthurium wallisii Mast.
1112. Anthurium walujewii Regel
1113. Anthurium waramirezii Croat
1114. Anthurium warintsense Croat
1115. Anthurium warocqueanum T.Moore
1116. Anthurium watermaliense L.H.Bailey & Nash
1117. Anthurium wattii Croat & D.C.Bay
1118. Anthurium weberbaueri Engl.
1119. Anthurium wedelianum Croat
1120. Anthurium wendlingeri G.M.Barroso
1121. Anthurium werffii Croat
1122. Anthurium werneri Croat
1123. Anthurium whitmorei Croat & Lingán
1124. Anthurium willdenowii Kunth
1125. Anthurium willifordii Croat
1126. Anthurium wintersii Croat & D.C.Bay
1127. Anthurium wurdackii G.S.Bunting
1128. Anthurium xanthoneurum G.S.Bunting
1129. Anthurium xanthophylloides G.M.Barroso
1130. Anthurium yamayakatense Croat
1131. Anthurium yanacochense Croat, C.Ulloa & E.Freire
1132. Anthurium yarumalense Engl.
1133. Anthurium yatacuense Croat
1134. Anthurium yetlense Matuda
1135. Anthurium yungasense Croat & Acebey
1136. Anthurium yurimaguense Engl. ex K.Krause
1137. Anthurium yutajense G.S.Bunting
1138. Anthurium zappiae Haigh, Nadruz & Mayo
1139. Anthurium zeneidae Nadruz
1140. Anthurium zuluagae Croat

## Vanjske poveznice
|  | Zajednički poslužitelj ima još gradiva o temi Anthurium |
|  | Wikivrste imaju podatke o taksonu Anthurium             |